# تپه دمبیگان
تپه دمبیگان مربوط به دوران‌های تاریخی پس از اسلام است و در جنوب شهرقصرقند واقع شده و این اثر در تاریخ ۱ اردیبهشت ۱۳۴۵ با شمارهٔ ثبت ۵۵۶ به‌عنوان یکی از آثار ملی ایران به ثبت رسیده است.